# Délire monothématique
Un délire monothématique est un état délirant qui se focalise sur un seul et unique sujet. Il se différencie de ce qui est souvent nommé trouble « multithématique » ou « polythématique » dans lesquels un individu souffre de plusieurs types de délires (typiquement dans le cas de la schizophrénie). Le délire monothématique peut survenir dans le contexte d'une schizophrénie, d'une dépression sévère ou d'une démence, mais aussi chez un individu ne souffrant d'aucun trouble mental. Lorsque ce trouble est diagnostiqué chez un patient sans antécédent psychiatrique, il est souvent la cause d'une dysfonction organique résultat d'un traumatisme crânien, d'un accident vasculaire cérébral ou d'une maladie neurologique.